# La signorina e il teppista
La signorina e il teppista è un film sovietico del 1918, diretto da Vladimir Vladimirovič Majakovskij e Evgenij Slavinskij, basato su La maestrina degli operai di Edmondo De Amicis. 

## Trama
Un giovane, per i suoi atti di sopraffazione, bullismo e delinquenza minuta è particolarmente inviso alla popolazione maschile di un villaggio, ma non è totalmente privo di cuore dacché si innamora della nuova maestra di scuola appena giunta in paese. Egli inizia a seguire le sue lezioni, rivolte ad alunni di ogni età.
Il giovane, coi modi ineleganti che gli sono propri, cerca di manifestare il suo sentimento alla maestra, che tuttavia s’indigna e si preoccupa, ritenendo, comprensibilmente, che il comportamento del ragazzo rasenti la molestia.
Quando un altro alunno mette le mani addosso alla maestra, in classe, ne nasce un conflitto fra il giovane ed il suo compagno, il padre del quale, pure presente a lezione, sfodera un coltello. Il direttore interviene a pacificare gli animi, ma ormai l’astio fra il giovane ed i suoi antagonisti, fra i quali diversi altri compagni di classe, è aperto e incontrovertibile.
Un giorno il giovane ed il padre del suo compagno si affrontano in un duello sotto forma di lotta a mani nude, ma in breve un intero gruppo di persone, coloro che usavano considerarlo un delinquente teppista, gli si getta contro slealmente e con violenza, finendo per ridurlo, solo ed inerme, in fin di vita.
La maestra, ormai mestamente tranquillizzata, chiamata al capezzale del giovane fa in tempo a baciarlo prima che egli spiri.